# Pierre Lacombe (astrophysicien)
Pour les articles homonymes, voir Lacombe.
Pierre Lacombe est un astrophysicien, directeur du Planétarium Rio Tinto Alcan de Montréal de 1988 à 2018. 
Son intérêt pour l'astronomie se développe sur le tard, et c'est lors de ses études en sciences pures et appliquées au Collège de Maisonneuve, qu'il adhère au club d'astronomie du cégep. Par la suite, il étudie en physique à l'Université de Montréal (diplômé en 1979) et complétera une maîtrise en astrophysique en 1981 sous la direction de Gilles Fontaine.